# Attentats de mars 2012 en France
Les attentats de mars 2012 en France, ou tueries de mars 2012 à Toulouse et Montauban, sont une série d'attentats islamistes qui se sont déroulés en mars 2012, tuant sept personnes : trois militaires dont deux de confession musulmane et quatre civils, dont un rabbin et trois enfants juifs au collège-lycée Otzar Hatorah, deux des enfants tués étaient ceux du rabbin. 
La méthode employée lors de chaque meurtre est identique : casqué, à scooter, équipé d'une caméra,, le terroriste islamiste franco-algérien Mohammed Merah exécute ses victimes « à bout touchant » avec un pistolet de type Colt 45 de calibre .45 ACP et un pistolet mitrailleur de type Mini-Uzi de calibre 9 mm Parabellum. L'analyse balistique a montré que l'une des armes du crime était la même dans les trois attaques. Retranché dans son appartement, Mohammed Merah est tué le 22 mars 2012 lors de l'assaut donné par les policiers du RAID.
D'abord considéré comme des attentats commis par un loup solitaire, il est établi que Mohammed Merah a bénéficié des complicités de sa famille et de la filière d'Artigat. Les attentats sont revendiqués par un groupe terroriste lié à Al-Qaïda, organisation dont Merah se revendique également. Mohammed Merah avait fait de nombreux voyages au Proche-Orient, en Afghanistan et au Pakistan au cours de sa radicalisation. Le rôle de la Direction générale de la Sécurité intérieure (DCRI) qui suivait Merah et avait envisagé son recrutement comme informateur ainsi que la durée du siège et le mode opératoire de sa neutralisation font polémique.
En 2017, Fettah Malki est condamné à 14 ans de réclusion criminelle pour association de malfaiteurs terroristes et en 2019, son frère Abdelkader Merah est condamné à 30 ans de réclusion criminelle pour « association de malfaiteurs » et « complicité d’assassinats ».

## Chronologie

### Assassinat d'un militaire à Toulouse
Le 11 mars 2012, à 16 h 0, Mohammed Merah prononce « tu tues mes frères, je te tue » et abat le maréchal des logis-chef Imad Ibn Ziaten, un Français d'origine marocaine du 1er régiment du train parachutiste, d'une seule balle dans la tête sur un parking situé devant le gymnase du Château de l'Hers dans le quartier de Montaudran, au sud-est de Toulouse, avec une arme de calibre .45 ACP. Le militaire a préalablement été contacté par le tueur à la suite d'une annonce pour la vente d'une moto sur le site Le Bon Coin ; il est abattu lors du rendez-vous fixé pour la transaction. Sur la vidéo réalisée par Merah lui-même avec une caméra Gopro fixée sur la poitrine, on le voit poser des questions à son interlocuteur : « T'es à l'armée ? T'es militaire ? » Ensuite, tout va très vite. Le ton monte : « Mets-toi à plat ventre. Allonge-toi », insiste Merah qui arme son pistolet, un 11.43. Ibn Ziaten ne baisse pas la garde: « Tu ranges ton arme. Je ne me mettrai pas à plat ventre. Tu dégages. » Merah insiste mais Ibn Ziaten ne bouge pas : « Tu vas tirer ? Ben vas-y, tire ». Des témoins[réf. nécessaire] aperçoivent l'assassin qui s'enfuit à scooter.
Le secrétaire d'État auprès du ministre de la Défense et des Anciens Combattants, Marc Laffineur, a accompagné la dépouille au Maroc. Ibn-Ziaten est inhumé dimanche 25 mars 2012 dans la ville de M'diq, dans le nord du Maroc.

### Assassinat de deux militaires à Montauban
Le 15 mars 2012, à 14 h 10, deux militaires d'origine algérienne, Abel Chennouf, âgé de 26 ans et Mohamed Legouad, âgé de 24 ans, sont tués et un troisième, Loïc Liber, âgé de 28 ans, est grièvement blessé à la tête, alors qu'ils retirent de l'argent à un guichet automatique bancaire situé à proximité de la caserne où ils sont cantonnés à Montauban. Leur assassin, arrivé à scooter, écarte fermement une personne âgée et tire dans la tête et dans le dos des victimes, prenant le temps d'achever l'une d'elles à terre. Les enquêteurs retrouveront sur place treize étuis de calibre .45 ACP similaires aux munitions utilisées lors du premier meurtre. Le tireur prend la fuite à scooter aux cris de « Allahu akbar ». Un chargeur roule sous une camionnette garée à proximité. Un des trois militaires est sous-officier au 17e régiment du génie parachutiste, les deux autres sont des engagés au sein du même régiment.
La piste de la motivation raciste est évoquée avant et après la troisième attaque, celle de l'école juive : les deux tués sont d'origine maghrébine et le blessé est antillais,.
Loïc Liber, la victime survivante, d'origine Guadeloupéenne sort de l'hôpital début mai 2012, tétraplégique après avoir reçu une balle qui lui a sectionné la moelle épinière. Il est décoré de la médaille militaire des mains du ministre de la Défense Jean-Yves Le Drian en mars 2023.

### Tuerie à l'école juive Ozar Hatorah
Un attentat au collège-lycée juif Ozar Hatorah situé rue Jules-Dalou dans le quartier de La Roseraie au nord-est de Toulouse a lieu le 19 mars 2012 vers 8 h.

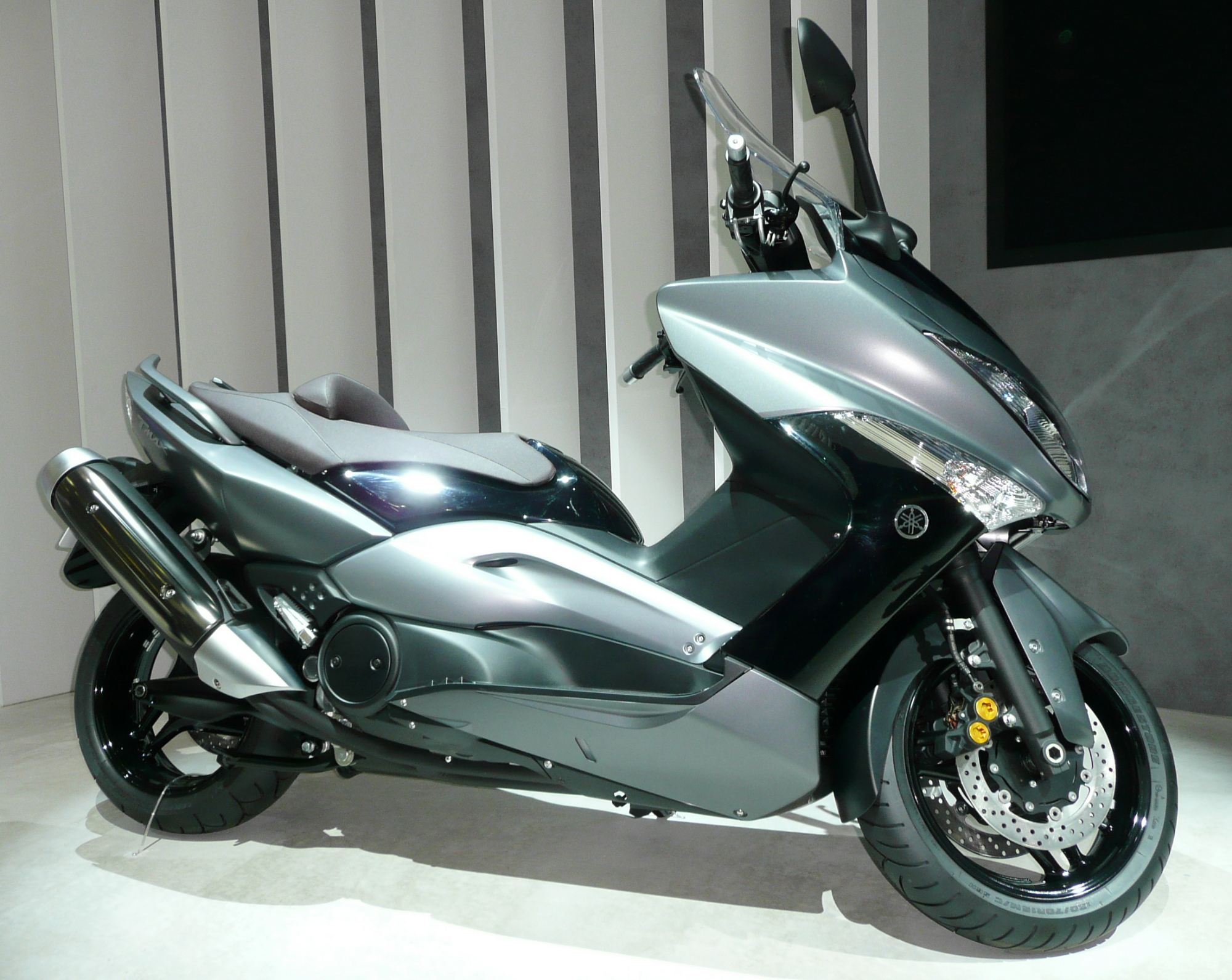
Le modèle de scooter du tireur, un Yamaha TMAX, d'après les témoignages.

Un homme qui porte une caméra sanglée sur la poitrine arrive devant l'école à bord d'un scooter, un Yamaha TMAX. Il descend de son véhicule et ouvre immédiatement le feu en direction de la cour d'école. La première victime est un rabbin et professeur de l'école, Jonathan Sandler,,,, âgé de 30 ans, abattu en dehors de l'école alors qu'il essaie de protéger du tueur ses deux jeunes fils, Gabriel, 3 ans, et Arié, 6 ans, en levant ses mains nues. Les caméras de vidéosurveillance montrent que le tueur assassine l'un des enfants alors qu'il rampe à terre aux côtés des corps de son père et de son frère. Il entre ensuite dans la cour d'école et poursuit Myriam Monsonégo,, la fille du directeur de l'école, Yaakov Monsonégo, âgée de 8 ans, lui tire dans l'épaule puis l'attrape par les cheveux ramassés en queue de cheval et pointe son pistolet qui s'enraie à ce moment d'après les caméras de vidéosurveillance. L'assassin change alors d'arme, passant de ce que la police identifie comme un pistolet 9 mm Parabellum à un de calibre .45 ACP et tire dans la tempe de la fillette à bout portant. Il s'enfuit ensuite à scooter. Durant l'attaque, le tueur blesse grièvement Aaron « Bryan » Bijaoui, âgé de 15 ans et demi, qui sera hospitalisé jusqu'au 12 avril.
Les corps des quatre victimes sont transportés mardi soir, 20 mars 2012, à Roissy, où ils sont salués par le président Sarkozy. Ils sont inhumés à Jérusalem au cimetière Har Hamenouhot de Givat Shaul le 21 mars 2012 au matin, en présence d'Alain Juppé, ministre des Affaires étrangères,.
Le père de Jonathan Sandler, Samuel (Shmuel) Sandler, décédé en 2023 et qui vient de perdre son fils et deux de ses petits-fils, déclare : « Mon petit cousin a été déporté à Auschwitz à l'âge de 8 ans en 1943. Je pensais que les enfants ne seraient plus assassinés en France, ou dans le monde. »

### Identification du tueur
Les services de la police scientifique ont annoncé que la même arme a été utilisée au cours des trois épisodes de la vague d'assassinats.
Plusieurs pistes sont envisagées pour expliquer ces meurtres. Les hypothèses les plus citées sont celles du terrorisme intérieur ou extérieur, d'un déséquilibré ou d'un « loup solitaire » du même genre qu'Anders Behring Breivik. La hiérarchie de la police est « sur la piste de l'ultra-droite » et les médias mettent en avant la « piste néonazie ». Trois hommes liés à des mouvements néonazis, suspectés dans un premier temps, membres du 17e régiment de génie parachutiste en 2008, sont rapidement mis hors de cause.
Un élément décisif est indiqué aux enquêteurs le mardi 20 mars 2012 par un concessionnaire Yamaha à Toulouse qui se rappelle que quinze jours auparavant (le mardi 6 mars 2012), un client était venu dans sa concession acheter une cagoule et lui demander — en vain — comment désactiver la puce de géolocalisation (« tracker ») du scooter Yamaha TMAX. Il peut donner aux enquêteurs les nom et prénom de ce client.
À la suite de ce témoignage et de recoupements relatifs à l'adresse IP de l'ordinateur portable de sa mère et au scooter volé utilisé, l'interpellation de Mohammed Merah, un Franco-Algérien âgé de 23 ans, est confiée au RAID qui retrouvera à son domicile deux passeports l'un algérien, l'autre français, en cours de validité.

### Opération du RAID

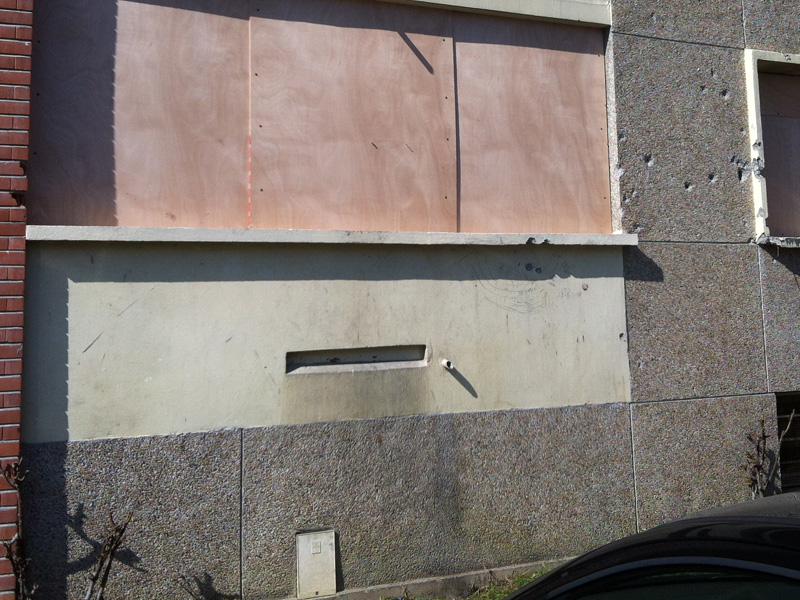
Façade et balcon de l'appartement.

Le domicile de Merah, situé dans le quartier toulousain de Côte Pavée, au 17 rue du Sergent-Vigné, est d'abord approché par les forces de l'ordre. Le mercredi 21 mars 2012, vers 3 h 15, après que la porte a résisté à l'emploi d'un bélier, Mohammed Merah se réveille et tire à travers la porte de son appartement sur les policiers venus l'interpeller. Deux d'entre eux sont légèrement blessés. Par ailleurs, des membres de sa famille sont mis en garde à vue. Sa mère, Zoulikha Aziri,, habitant dans le quartier du Mirail, amenée sur les lieux, refuse toute discussion avec son fils, affirmant qu'elle n'aurait pas de prise sur lui. Plus tard, en milieu de matinée, l'immeuble est vidé de ses habitants.
Selon le Journal du dimanche du 25 mars 2012, il a déclaré aux policiers qui tentaient d'obtenir sa reddition qu'il regrettait d'avoir manqué la « rentrée des classes à l'école juive », ce qui lui aurait permis de tuer plus d'enfants. Il a dit aussi le « plaisir infini » qu'il a éprouvé au cours de ses actions meurtrières.
Après plus de 30 heures de siège et avoir lancé des grenades assourdissantes pour créer des brèches et maintenir Merah en état de stress, le RAID donne l'assaut le 22 mars 2012 à 10 h 30, entrant finalement dans l'appartement transformé en « zone de combat » par des barricades et en choisissant de progresser très lentement. L'assaut proprement dit n'a pas encore commencé. Vers 11 h 30, Merah sort de la salle de bains (où il se cachait, dans la baignoire), et monte littéralement à l'assaut.
Au cours de cet épisode, il lance aux forces de l'ordre, à propos de morts possibles, de part et d'autre : « Si c'est moi, tant pis, j'irai au paradis, si c'est vous, tant pis pour vous ».
Deux policiers sont blessés. À 11 h 32, Merah meurt d'une balle dans la tête, d'une autre dans le ventre et de plusieurs autres balles ; tirées en légitime défense par les policiers postés dans l'immeuble en face, lorsqu'il franchit le balcon et s'apprête à sauter de son rez-de-chaussée surélevé, tout en continuant à tirer sur la police. Merah avait déclaré vouloir mourir « les armes à la main »,,. L'assaut final aura duré en tout sept minutes.
Le 23 mars 2012, Christian Prouteau, fondateur du Groupe d'intervention de la Gendarmerie nationale (GIGN), s'étonne que le RAID n'ait pas réussi à « arrêter un homme seul » et qu'il n'ait pas fait usage de gaz lacrymogène, en fait « du CB en poudre, cent fois plus concentré », mais le patron du RAID Amaury de Hauteclocque explique qu'après une heure de progression lente, c'est au moment d'opérer un trou dans la salle de bains pour passer des gaz lacrymogènes que Merah a engagé le combat.

### Revendication
Les tueries de Toulouse et Montauban sont revendiquées deux fois par l'organisation Jund al-Kilafah. La première revendication survient le 22 mars 2012. L'organisation Jund al-Khilafah (les Soldats du califat), bataillon Tarek ben Ziad affilié à Al-Qaïda, revendique les tueries sur le site Shamekh qui diffuse généralement les communiqués d'Al-Qaïda. Le communiqué appelle Mohammed Merah Youssef-al-Firansi (Youssef le Français), du surnom utilisé pendant sa « période de formation ». Le communiqué est repris sur d'autres sites djihadistes où, d'après la mythologie des combattants d'Al-Qaïda, il est considéré comme un martyr. D'après les journalistes Pelletier et Pontaut, Mohammed Merah aimait prendre ce prénom d'Abu Youssef depuis sa sortie de prison en 2008 mais personne excepté les membres de sa famille ne connaissait cette habitude. D'après Le Parisien, Mohammed Merah avait un profil Facebook au nom de « Youssouf Toulouse ». Toutefois, le communiqué disparaît une heure après sa diffusion. Il contient des erreurs de date, entre autres. Il est donc jugé non probant par le centre américain de surveillance de sites islamistes Search for International Terrorist Entities Institute.
La seconde revendication a lieu le 1er avril 2012. Le Jund al-Khilafah y revendique de nouveau les attentats de Mohammed Merah et donne des précisions sur l'entraînement de ce dernier en Afghanistan. D'après le journal Libération ce texte est jugé « crédible » par la Direction centrale du Renseignement intérieur et la Direction générale de la Sécurité extérieure. Selon Bernard Rougier, spécialiste du Moyen-Orient arabe et des mouvements radicaux, un guide de recrutement des moudjahidines stipule que les « meilleures nouvelles recrues sont, en priorité, les non-religieux ». Ce qui correspondrait au profil de Merah qui est parfois qualifié de « croyant non pratiquant », ou de « pratiquant spécial », à cause de son mode de vie voire de « salafiste atypique ». Selon Dominique Thomas, spécialiste de l'islamisme radical, l'itinéraire personnel de Mohammed Merah évoque celui d'autres djihadistes français tels que Lionel Dumont, Khaled Kelkal et Zacarias Moussaoui. Mohammed Merah est considéré par la Direction centrale du Renseignement intérieur (DCRI), service de renseignements français, comme une source « d'inquiétude » et par des spécialistes des mouvements radicaux comme un cas exemplaire de jeune recrue du djihadisme convertie lors des détentions durant lesquelles des fondamentalistes musulmans cherchent les candidats les plus adaptés à leur combat. Selon André Tarrat, chercheur au Centre français de recherche sur le renseignement (CF2R), Merah était inscrit dans le fichier secret défense Centralisation du renseignement intérieur pour la sécurité du territoire et des intérêts nationaux.

### Suites judiciaires
L'enquête liée aux suites de l'affaire Merah est confiée à la Sous-direction chargée de l'antiterrorisme. Le parquet antiterroriste de Paris s'est saisi des affaires et a ouvert trois enquêtes « pour des faits qualifiés d'assassinat et tentatives d'assassinat en lien avec une entreprise terroriste », d'après François Molins, le procureur de Paris.
Le 21 mars 2012 en même temps que le siège de l'appartement de Mohammed Merah, ont été mis en garde à vue son frère, Abdelkader Merah,, l'épouse de ce dernier, Yamina Mesbah, ainsi que la mère des deux frères. Les deux femmes ont été relâchées le samedi 24 mars 2012. Par contre Abdelkader Merah a été mis en examen pour complicité d'assassinats et association de malfaiteurs en vue de la préparation d'actes de terrorisme, et écroué dimanche 25 mars 2012.
Le décès de Mohammed Merah a définitivement éteint l'action publique (poursuites pénales) à son encontre. Il ne sera jamais reconnu coupable des attentats au regard de la loi française. Cependant, il est légal en France d'affirmer qu'il en est l'auteur.
Me Zahia Mokhtari, avocate algérienne chargée, par le père de Mohammed Merah, de poursuivre, devant la justice française, l'unité spéciale de la police pour assassinat a affirmé détenir des preuves de la « liquidation » du tueur au scooter. Neuf avocats dont trois français l'épauleront dans cette plainte.
Le 12 avril 2012, la famille du rabbin Jonathan Sandler, assassiné avec deux de ses enfants par Mohammed Merah a demandé au parquet de Paris d'élargir l'enquête à la circonstance aggravante d'antisémitisme, son avocat Me Patrick Klugman a adressé au parquet un mémoire pour lui demander « de prendre un réquisitoire supplétif afin de retenir la circonstance aggravante "d'appartenance ou de non appartenance, vraie ou supposée des victimes à une ethnie, une nation, une race ou une religion déterminée", en l'occurrence la religion juive ».
Le 5 juin 2012, les familles des victimes juives de Mohammed Merah sont reçues par la justice.
Le 6 juin 2012, la levée du secret défense a été demandée par les juges d'instruction afin de faire toute la lumière sur d'éventuelles failles des services de renseignement français. Les magistrats demandent la dé-classification des notes de la Direction centrale du renseignement intérieur (DCRI) sur Merah. Selon les avocats des parties civiles, les trois juges d'instruction chargés de ce dossier « n'excluent aucune piste de complicité ou de réseau en France et à l'étranger ».
En septembre 2012, l'audition de Bernard Squarcini jette le trouble et les victimes s'interrogent sur les zones d'ombre concernant les investigations menées par les services à compter de janvier 2012. Les avocats du frère d'un des soldats tués par le terroriste demandent aux magistrats chargés du dossier de solliciter la déclassification de l'ensemble des informations en possession des renseignements intérieurs (DCRI), extérieurs (DGSE) et militaires (DPSD). « Ces investigations ont été menées au moment de la préparation du projet criminel de Merah et sont donc indispensables à la manifestation de la vérité », estiment Me Jean Toumalet et Me Marie-Laure Ingouf,. Ces demandes sont appuyées et relayées par les autres conseils de parties civiles. Me Patrick Klugman, conseil de la famille Sandler exige les rapports de la DCRI, non seulement sur Mohammed Merah, mais aussi sur ses frères et sœurs.
Le 29 janvier 2013, deux personnes sont arrêtées dans le quartier du Mirail dans le cadre de l'enquête sur les complicités dont aurait pu bénéficier Mohammed Merah.
- En juin 2013, les personnes mises en examen dans le cadre de l'affaire Merah sont les suivantes :
  - Abdelkader Merah (frère du tueur)
  - Fettah Malki (vol du scooter)
  - Mohammed Mounir Meskine (fourniture de certaines des armes, vol du gilet pare-balles)

#### Procès en 2017
À l'automne 2017 s'ouvre le procès de Fettah Malki et Abdelkader Merah devant la Cour d'assises de Paris afin établir leurs éventuelles complicités apportée à Mohammed Merah. Abdelkader Merah est condamné à 20 ans de réclusion criminelle, avec une peine de sûreté des deux tiers. Il est jugé coupable d’association de malfaiteurs en lien avec une entreprise terroriste, mais sa complicité dans les tueries commises par son frère n'est pas reconnue. Fettah Malki est condamné à 14 ans de réclusion criminelle, avec une peine de sûreté des deux tiers, pour association de malfaiteurs terroriste,.
Le parquet général fait appel du jugement en raison de l'acquittement partiel d'Abdelkader Merah.

#### Procès en appel
Son procès en appel débute le 25 mars 2019. Le 18  avril, la cour d’assises spéciale de Paris condamne Abdelkader Merah à 30 ans de réclusion criminelle pour « association de malfaiteurs » et « complicité d’assassinats » ,.

## Profil du terroriste
Mohammed Merah naît dans une famille où, selon le témoignage de son frère aîné, il est « élevé avec la haine du juif et du chrétien, de la France, la haine de tout ce qui n’est pas musulman. ». Toujours selon ce frère aîné, la radicalisation de ses frères Abdelkader et Mohammed ainsi que de sa sœur Souad serait le résultat du « terreau fertile » répandu par ses parents,
Mohammed se revendique d'Al-Qaïda et se serait rendu en Afghanistan et dans les régions tribales du Pakistan. Il invoque notamment le désir de venger la mort d'enfants palestiniens dans le conflit israélo-palestinien et la volonté de « s'en prendre à l'armée française » pour justifier son acte. Il confie avoir le sentiment que « tuer un soldat français en France aurait le même retentissement que tuer dix soldats français en Afghanistan ». Pour l'islamologue Gilles Kepel, les attentats qu'il commet en mars 2012 illustrent en effet les préconisations du "troisième âge du djihad", théorisées par l'idéologue islamiste syrien Abou Moussab al-Souri dans son volumineux opus Appel à la résistance islamique mondiale.
Selon Le Monde, un officier supérieur américain en poste à Kandahar assure que sur le passeport de Mohammed Merah figuraient des tampons de plusieurs pays du Moyen-Orient : Syrie, Irak et Jordanie. Le plus ancien mentionnait sa présence en Israël. Aucun élément ne permettrait de connaître l'objet de son voyage en Israël, cependant cet officier américain, se basant sur les réponses fournies lors de l'audition du tueur présumé à Kandahar, considère que celui-ci aurait pu ou tenté de se rendre dans les territoires palestiniens et que « des repérages pour commettre d'éventuelles attaques n'ont pas été non plus exclus ». Toutefois, ni les autorités américaines, ni les autorités afghanes, ni l'OTAN n'ont de trace officielle de son séjour en Afghanistan ou au Pakistan,. Des hauts responsables des forces de sécurité et des services de renseignements pakistanais, l'ISI (Inter-Services Intelligence), ont cependant estimés « plausible qu'il soit passé au travers de leurs contrôles ». Une enquête conduite par les services de renseignement israéliens (Shin Beth) a confirmé que Mohammed Merah s'était rendu en Israël et dans les territoires palestiniens en septembre 2010. Il serait entré en provenance de Jordanie après avoir traversé le poste frontalier du pont Allenby. Son entrée comme touriste fut autorisée du fait de l'absence d'éléments pouvant éveiller des soupçons à son sujet. Son séjour aurait été de trois jours. D'après des informations rapportées par le quotidien italien Il Foglio qui ne cite pas ses sources, Mohammed Merah aurait été un informateur de la Direction générale de la sécurité extérieure (DGSE), qui aurait couvert son passage afin de démontrer la capacité des membres de filières djihadistes à passer facilement les frontières grâce à un passeport européen. Bernard Squarcini a déclaré au journal Le Monde que Mohammed Merah aurait été interpellé par les autorités israéliennes après avoir été trouvé en possession d'un couteau. Cette arrestation n'a pas été confirmée par la police israélienne. Selon le quotidien israélien Haaretz, une organisation extrémiste, « les soldats du califat » a revendiqué la responsabilité des attentats, les présentant comme une réponse « aux crimes d'Israël contre les Palestiniens »,,.
Mohamed Merah est décrit comme un loup solitaire. C'est la thèse défendue à l'origine tant par la DCRI que par la place Beauvau. Deux jours après la mort de Merah, Bernard Squarcini, alors patron du renseignement intérieur, estime que ce dernier incarne les "nouvelles techniques opérationnelles" d'Al-Qaïda, qui privilégie "la voie du loup solitaire". Selon lui, Mohamed Merah s'est "radicalisé seul" et n'appartenait "à aucun réseau". Le ministre de l'Intérieur de l'époque, Claude Guéant, emploie quelques jours après la même expression, avançant que "ceux que les services appellent des 'loups solitaires' sont des adversaires redoutables". Plus tard, cette thèse est réfutée par Manuel Valls, « la fameuse thèse du loup solitaire ne tient pas pour Merah », lance-t-il. «Merah est seul, mais pas isolé. Ce n'est pas la même chose. Il y a un environnement, qui peut être celui de la famille, du quartier, de la prison. Des contacts qui ont été les siens, en France ou a l'étranger, qui ont forgé ce processus de radicalisation qui l'a amené à tuer », précise-t-il. « A l'évidence, il n'a pas pu agir complètement seul », juge Samia Maktouf, l'avocate de Latifa Ibn Ziaten, mère du premier para abattu. Les familles cherchent notamment à savoir si Merah a benéficié de complicités. « Complicités matérielles nécessaires et évidentes » pour Me Marie-Laure Ingouf, l'avocate du frère du premier militaire assassiné, qui demanda aux juges d'instruction que les éléments judiciaires de l'affaire "Artigat" soient versés au dossier d'instruction en raison du lien opéré entre la famille Merah et Olivier Corel (l'Emir blanc d'Artigat), ce dernier ayant marié religieuseument la mère du premier en 2011.

### Manque de surveillance dénoncé
Mohammed Merah était connu des services de police pour divers faits de délinquance et il était fiché par les services du renseignement après ses voyages, en particulier en Afghanistan et au Pakistan, au cours desquels il aurait acquis une formation dans le maniement des armes, et son passeport attestait de nombreux voyages dans des pays arabes et musulmans (Syrie, Jordanie, Liban, Iran, etc.), des questions se posent alors, après ces attentats, sur le fait qu'il n'ait pas fait l'objet de surveillance. Alain Juppé et François Hollande s'interrogent sur la possibilité qu'il y ait eu des failles dans le suivi d'un homme potentiellement dangereux. La présence de Merah dans ces pays est remise en cause par certains journalistes.
Des questions se posent sur son entourage car son frère était connu de la police comme étant engagé dans le salafisme, en contact avec les Frères musulmans, et avait été soupçonné en 2007 de faire partie d'un groupe dont plusieurs membres ont été arrêtés avant de se rendre en Irak où ils comptaient participer au combat contre les troupes américaines. Celui-ci fait actuellement l'objet d'une information judiciaire. Les questions et critiques portent sur les éventuelles défaillances des services du renseignement de la DCRI affectés au contre-terrorisme.
Les services du contre-terrorisme aux États-Unis formulent les mêmes doutes et questions. Les conditions de l'intervention du RAID sont mises en doute, ainsi qu'un possible raté de l'enquête de police judiciaire qui aurait empêché son arrestation avant qu'il n'attaque l'école juive,. La question de la manière dont les médias ont couvert l'événement est posée.
Le fait que Mohammed Merah portait un gilet pare-balles provenant de la police a également été source d'interrogations.
Fin 2012, les familles de victimes ont pointé de nouveau les "failles" des investigations menées sur Mohammed Merah en demandant une enquête parlementaire sur les dysfonctionnements des services de renseignement. L'enquête demandée par les victimes au Parlement ne vise pas les mêmes faits que l'enquête des juges, qui recherchent d'éventuelles complicités, a indiqué Samia Maktouf, conseil de parties civiles. "Aucune information judiciaire n'est ouverte sur les manquements et les dysfonctionnements de la DCRI", a-t-elle souligné. Me Marie-Laure Ingouf, avocate de parties civiles, a relevé "l'échec fautif" des services rendant nécessaire une enquête parlementaire pour "comprendre" et "éviter qu'il ne se reproduise", ainsi que des sanctions disciplinaires. Me Ingouf a expliqué qu'une mise en cause pénale des services de renseignement n'était pas juridiquement possible, sauf à démontrer "qu'il ne s'agit pas d'un échec mais que les agents concernés ont délibérément laissé Mohammed Merah commettre ses crimes et qu'ils avaient parfaitement connaissance de son projet terroriste", ou à "imposer une obligation de résultat aux services de police et de renseignement".
L'enquête parlementaire ainsi menée a abouti au printemps 2013 à la réforme du renseignement intérieur et de la DCRI, nouvellement désignée DGSI.

## Réactions

### Réactions nationales

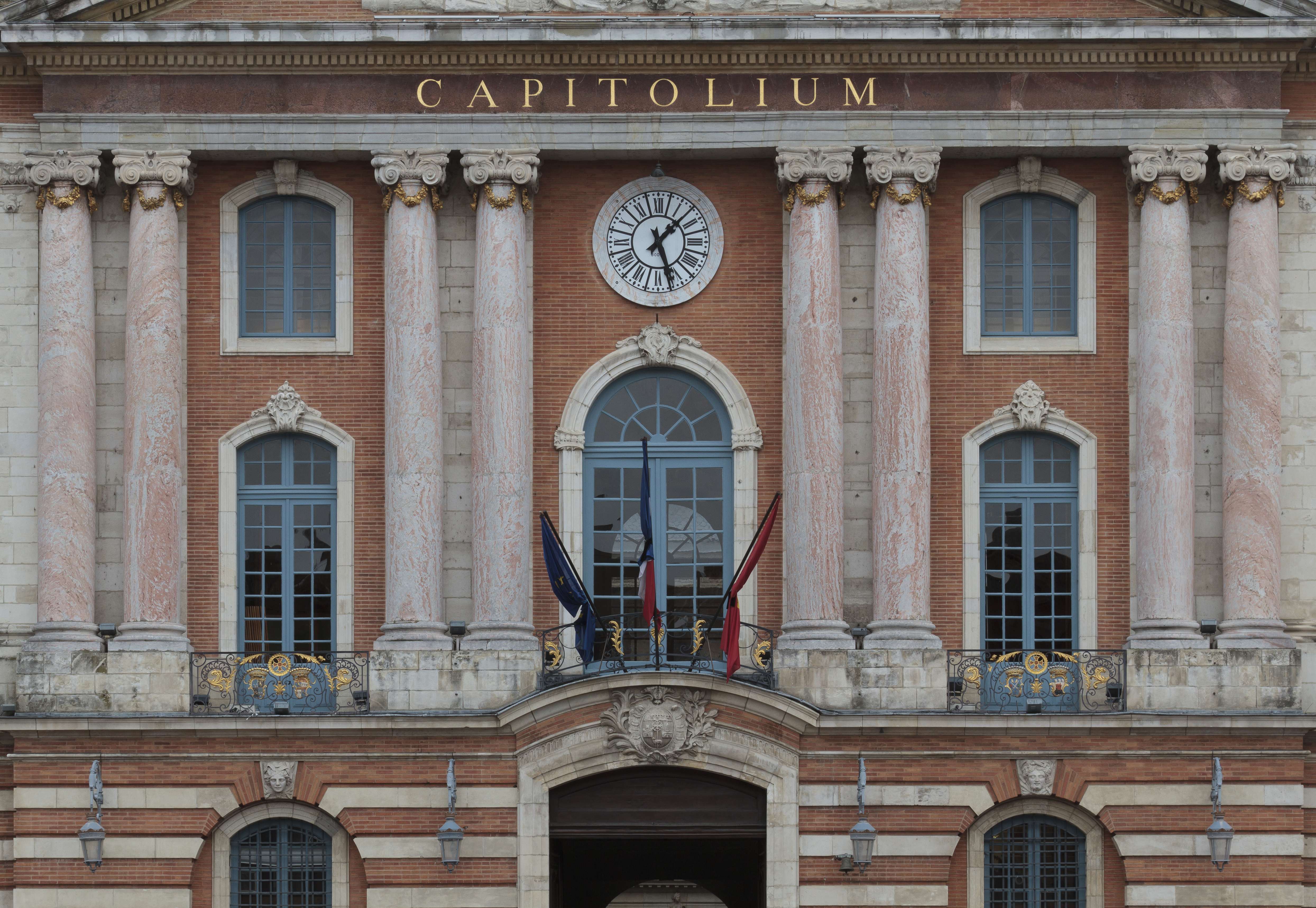
Les drapeaux du Capitole de Toulouse sont mis en berne en réaction aux fusillades.

En France, Claude Guéant, le ministre de l'Intérieur, évoque un « attentat horrible ». Le président de la République française, Nicolas Sarkozy, le premier ministre François Fillon, ainsi que le candidat socialiste à l'élection présidentielle, François Hollande, se rendent à Toulouse pour s'y exprimer et à la synagogue Nazareth à Paris.
Dès le lundi 19 mars 2012, après-midi, une femme qui avait vécu des attentats à Jérusalem, confie, à l'occasion d'une prière juive, à Toulouse : « Je ne pensais pas que de telles images, celles d'un nazi attrapant un enfant pour le tuer de sang-froid, puissent réapparaître ». L'ambassadeur d'Israël en France, Yossi Gal, se rend sur place.
Richard Prasquier, président du Conseil représentatif des institutions juives de France (CRIF), y voit « à titre personnel » la piste de « l'islamisme radical ». Mohammed Moussaoui, président du Conseil français du culte musulman (CFCM), s'est déclaré « horrifié » par ce crime et a exprimé « toute sa solidarité, et celle des musulmans de France, à l'ensemble de la communauté juive ».
Nicolas Sarkozy et François Hollande annulent leurs passages télévisés (prévus dans le cadre de la campagne pour l'élection présidentielle) du 19 mars au soir. Un meeting à Rennes est aussi annulé par le candidat socialiste. À la demande de Marine Le Pen, une émission devant lui être consacrée et réunissant en débat Eva Joly et Arnaud Montebourg est également annulée. Après avoir participé à une cérémonie en hommage aux victimes en fin d'après-midi, François Bayrou a maintenu son meeting à Grenoble dans la soirée du 19 mars 2012 en supprimant la musique et en demandant aux militants de ne pas brandir d'affiches. Le Conseil supérieur de l'audiovisuel annonce qu'il ne décomptera pas les temps des déclarations des candidats sur la fusillade de Toulouse (en théorie le temps de parole de chaque candidat sur tout sujet devait être décompté à partir de la promulgation des candidats, le 19 mars).
Le jour même, le plan Vigipirate est relevé au niveau écarlate, niveau maximal, dans la région Midi-Pyrénées et les départements limitrophes de l'Aude et de Lot-et-Garonne. Le plan atteint ce niveau pour la première fois depuis la mise en place du code couleur instauré en 2003,. Le niveau d'alerte du plan était maintenu au rouge depuis les attentats du 7 juillet 2005 à Londres.
Le rabbin Joseph Matusof, directeur de l'école Gan Rachi, où étaient scolarisés les trois enfants tués, se dit "horrifié", "bouleversé" et déclare : « C'est choquant pour l'ensemble de la communauté nationale. Toulouse est choquée. La France est choquée ». Les évêques de France expriment leur indignation et celles des catholiques de France. Le Conseil d'Églises chrétiennes en France (CECEF) déclare partager la douleur de la communauté juive. Une minute de silence en mémoire des victimes a été respectée dans tous les établissements scolaires de France le 20 mars 2012 à 11 h à la demande de Nicolas Sarkozy. Présent au collège-lycée François-Couperin à Paris pour observer cette minute de silence, le président-candidat a déclaré aux élèves : « Ce qui s'est passé à Toulouse dans une école confessionnelle, avec des enfants d'une école juive, aurait pu se passer ici. Ces enfants sont exactement comme vous ». Cette minute de silence a suscité des troubles et réactions antisémites dans de nombreux établissements. Par ailleurs, un arbitre a été suspendu pour avoir refusé d'observer la minute de silence obligatoire imposée par le ministre des Sports.
Le Parisien révèle que l'école juive Ozar-Hatorah de Toulouse a reçu des e-mails de menaces après la tuerie du lundi 19 mars 2012. La direction de l'école a porté plainte lundi 26 mars 2012. Le procureur de la République de Toulouse a confirmé l'ouverture d'une enquête afin d'identifier le ou les auteurs des courriers électroniques destinés à un directeur adjoint de l'établissement sans donner de détails, précisant que « Tout ce qui touche à l'affaire Merah étant sensible, nous prenons cette affaire très au sérieux, mais avec la plus grande prudence ». Selon le Conseil représentatif des institutions juives de France (Crif), l'école avait déjà été la cible de menaces par le passé, mais elle en a été « assaillie » depuis la tuerie du 19 mars 2012. Selon Marc Sztulman, secrétaire général du Crif Midi-Pyrénées, la boîte électronique de l'école a reçu « une grande quantité de mails antisémites et antisionistes depuis le lundi 19 ». Il a ajouté que ces mails ne visaient pas directement l'école elle-même et précisé « qu'ils appellent au meurtre des juifs ou font des liens hasardeux avec le conflit israélo-palestinien ». Il a aussi déclaré qu'une plainte sera déposée « le moment venu » expliquant avoir « d'autres préoccupations en période de deuil » mais que cela sera fait « contre tous ceux qui appellent à la haine raciale et au meurtre des juifs ».
Quelques manifestations de soutien à Mohammed Merah ont lieu dans les jours qui suivent les attentats et l'opération du RAID : minute de silence proposée par une enseignante, hommages sur internet, murs tagués à sa gloire, notamment à Tarbes, manifestation d'une trentaine de jeunes gens dans le quartier toulousain des Izards pour l'honorer, lettre anonyme violente à Actualité juive. À Saint-Denis (Réunion) dans le collège catholique Saint-Michel le jeudi saint, un frère demande de prier pour les victimes mais également pour le tueur.
Le 26 mars 2012, un garçon juif de 12 ans est insulté et agressé près de l'école Ozar Hatorah de Paris. Le 31 mars 2012, dans un entretien au journal Le Parisien, Claude Guéant ministre français de l'Intérieur, estime qu'il existe « un risque tangible de dérive des actes antisémites après les tueries de Toulouse ».
À Toulouse, la ville est silencieuse, à l'exception des sirènes policières et des rotors d'hélicoptères.
Nicolas Sarkozy prononce une allocution en hommage aux victimes de Toulouse et de Montauban, à Montauban, le 21 mars 2012. Des milliers de personnes ont participé à des marches silencieuses dans plusieurs villes de France, le dimanche 25 mars 2012. Parmi-elles, Harlem Désir, Yannick Noah et Jane Birkin. Lors d'une commémoration au Mémorial de Drancy, le mardi 27 mars 2012, à la mémoire des Juifs déportés depuis la France occupée vers les camps de concentration nazis pendant la Seconde Guerre mondiale, et marquant le 70e anniversaire du convoi no 1 du 27 mars 1942, Serge Klarsfeld a déclaré à cette occasion que « la haine anti-juive qui a conduit ces dizaines de milliers de victimes à une mort atroce reste, hélas, persistante et vivante, même si elle a changé son vecteur de l'idéologie hitlérienne à la frange la plus extrémiste de l'islam ». Marc Laffineur, présent à cette cérémonie, a ajouté : « En s'attaquant, avec une cruauté incroyable aux enfants et aux soldats de la nation, Mohammed Merah a ciblé chacun de nous ».
Retraçant l'histoire de Toulouse, Stéphane Baumont écrit dans Le Monde du 29 mars 2012: « Oui, Toulouse, soudain surmédiatisée et mondialisée par le crime absolu d'un terroriste, d'un tueur filmant son propre massacre et assassinant des militaires, mais aussi des enfants juifs pour la seule raison qu'ils étaient juifs. Toulouse, hélas! En première ligne dans l'horreur, alors que toute son histoire plaide pour la tolérance et la résistance à toute idéologie totalitaire. »
Le 29 avril 2012, est organisée à Paris, à l'initiative d'Hassen Chalghoumi, imam de Drancy, une « Marche citoyenne des musulmans de France contre le terrorisme et l'islamophobie » pour marquer la désolidarisation de cette communauté des meurtres de Mohammed Merah et prévenir tout amalgame. Cette manifestation ne rassemble toutefois qu'une centaine de personnes.
Le service de protection de la communauté juive (SPCJ) publie dans son rapport du 4 juin 2012 des chiffres montrant une augmentation d'actes antijuifs depuis l'attentat au collège-lycée juif Ozar Hatorah de Toulouse dont des menaces, des injures, des courriers, des inscriptions, faisant pour certaines allusions à Merah,.

### Réactions internationales
Outre l'émotion suscitée en France, la tuerie dans l'école juive fait l'objet d'une large couverture internationale : le Vatican, les États-Unis, le Congrès juif mondial, l'Autorité palestinienne ont fait part de communiqués condamnant l'ignominie de l'attaque. Benyamin Netanyahou, premier ministre israélien dénonce un « meurtre odieux de Juifs ». Le porte-parole du ministère israélien des Affaires étrangères a déclaré être « horrifié par cette attaque » et « faire confiance aux autorités françaises pour faire toute la lumière dans ce drame et traduire les responsables de ces meurtres en justice ». Le 19 mars 2012, le département de la police de New York (NYPD) a déployé des policiers aux abords des synagogues et des institutions juives de la ville de New York à la suite de la fusillade de Toulouse. Raymond Kelly, commissaire du NYPD, déclare qu'ils craignent un effet copycat.
Au cours d'une réunion sur la jeunesse palestinienne à Bruxelles, Catherine Ashton, Haut Représentant de l'Union pour les affaires étrangères et la politique de sécurité, a évoqué à ce propos un certain nombre d'événements, dont les attentats de 2011 en Norvège, la guerre civile en Syrie et la situation des enfants de Gaza. Avigdor Lieberman, ministre israélien des Affaires étrangères, a critiqué « le parallèle dressé par la chef de la diplomatie de l'Union européenne Catherine Ashton entre l'assassinat hier de trois enfants et leur professeur dans une école juive de France et les jeunes de Gaza ». Pour Ehud Barak, ministre israélien de la Défense, cette comparaison est scandaleuse et infondée, ajoutant que l'« armée israélienne agit à Gaza avec grand soin et précision afin de protéger la vie des innocents ». Michael Mann, porte-parole de la chef de la diplomatie de l'Union européenne, a démenti qu'elle ait établi un parallèle entre les différentes situations et a déclaré qu'elle se référait aux tragédies que connaissent les enfants dans le monde,.
Le Pakistan « condamne fermement le meurtre d'innocents civils » le 21 mars 2012 et adresse des condoléances aux familles. La presse pakistanaise réagit notamment au fait que le meurtrier ait été potentiellement formé au Waziristan du Nord, dans les régions tribales du Pakistan.
Salam Fayyad, premier ministre de l'Autorité Palestinienne, condamne le dernier attentat et rejette le « terrorisme au nom de la Palestine ».
En réaction au massacre d'Ozar Hatorah, les médias israéliens ont fustigé mardi[Quand ?] l'antisémitisme en Europe. Dans son éditorial, le Jerusalem Post estime que « L'attaque de Toulouse va sans doute renforcer le sentiment de vulnérabilité des juifs européens ». Haaretz souligne que « Beaucoup pensaient qu'après l'Holocauste et l'occupation nazie, les enfants français ne seraient plus jamais tués de sang-froid à cause de leur religion. Et pourtant, c'est précisément ce qui s'est passé à Toulouse ».
Dans un texte intitulé : Les enfants, cibles historiques des ennemis du peuple juif, paru dans Le Monde, le 23 mars 2012, Elie Wiesel conclut : « Quant à moi, je me fais un vœu : la prochaine fois, en France, je viendrai visiter Toulouse. Et j'irai à l'école orpheline. Je rencontrerai les enfants. Je les embrasserai comme un frère aîné venu de loin. Et, assis au milieu d'eux, j'étudierai avec eux, en reprenant le texte que les assassins avaient interrompu, pensant que c'est pour toujours. Et, comme toujours, ils se sont trompés. »
Dans une analyse, le New York Times, le 30 mars 2012, parle des « horreurs à Toulouse, le meurtre de sept personnes en un petit peu plus d'une semaine ».
Le 5 avril 2012, le président américain Barack Obama déclare dans une vidéo diffusée à l'occasion de la Pâque juive (Pessah): « L'histoire de l'Exode est vieille de milliers d'années, mais elle reste toujours aussi pertinente. Tout au long de notre histoire, certains ont visé les juifs pour leur faire du mal, un fait qui s'est douloureusement rappelé à nous il y a quelques semaines à Toulouse. », en ajoutant « Mais demain [le soir de Pâque], les juifs dans le monde entier réaffirmeront l'idée que la liberté triomphera en fin de compte sur la tyrannie »,.

## Impact dans les médias
L'impact médiatique de cette affaire a été mesuré par la société d'analyse des médias Kantar Media : elle souligne que du 19 au 23 mars 2012 « chaque Français de 15 ans et plus a été exposé 118 fois aux événements de Toulouse durant cette période, soit 30 fois par jour », avec 2 956 unités de bruit médiatique (UBM) par jour. Elle ajoute que cet impact a devancé en moyenne journalière en France, l'accident nucléaire de Fukushima en mars 2011 ou encore l'arrestation de Dominique Strauss-Kahn à New York en mai 2011,.
Les audiences des journaux télévisés du mercredi 21 et jeudi 22 mars 2012 ont été en forte hausse (7,5 millions de téléspectateurs et 7,9 millions pour le JT de 13 heures et de 20 heures de TF1, 3,3 millions et 6 millions pour ceux de France 2 ; BFM TV réalise sa meilleure audience historique avec un pic d'audience à 1,9 million de téléspectateurs mercredi à 16 h 30), ainsi que, selon l'OJD, la fréquentation des sites internet d'actualités : 3,45 millions de visites mercredi contre 2 millions par jour en moyenne pour lemonde.fr, 2,9 millions contre 1,7 million pour lefigaro.fr.
Le lundi 26 mars 2012, la chaîne de télévision Al Jazeera révèle avoir reçu une clé USB contenant 25 minutes d'un montage vidéo sur les meurtres perpétrés. Le mardi 27 mars 2012, dans un communiqué, la chaîne déclare qu'elle ne diffusera pas les images,. Le document a été remis à la justice française.

## Hommages

### La cérémonie d'hommage national du 21 mars 2012 à Montauban
Le 19 décembre 2012, Jean-Marc Ayrault signe un décret attribuant à Imad Ibn-Ziaten, Abel Chennouf et Mohamed Legouad, les trois militaires abattus par Merah les 11 et 15 mars, la Légion d'honneur.
Le 21 mars 2012, à Montauban, le président de la République Nicolas Sarkozy et de nombreux personnages politiques ont rendu un hommage national aux trois parachutistes assassinés les 11 et 15 mars, sur la place d'armes de la caserne du 17e régiment du génie parachutiste.
Alors que le tueur présumé était toujours retranché dans son appartement, cerné par les hommes du RAID, le chef de l'État s'est rendu à Montauban accompagné du Premier ministre François Fillon, du ministre de la Défense, Gérard Longuet, et de plusieurs membres du gouvernement. Les familles des victimes étaient présentes ainsi que les candidats à l'élection présidentielle François Hollande avec Manuel Valls, Eva Joly, Marine Le Pen, François Bayrou et Nicolas Dupont-Aignan. Nicolas Sarkozy a déclaré dans son discours que « Cet homme voulait mettre la République à genoux, la République n'a pas cédé, la République n'a pas reculé, la République n'a pas faibli […] La France a été plus forte que celui qui semait la mort et la douleur sur son passage » en réaffirmant que. face à des tels événements, il ne fallait « en aucun cas céder à l'amalgame [ni] à la vengeance ». Dans son discours il a aussi déclaré que ce sont des « victimes d'une exécution terroriste » et estimé que c'était « bien l'armée française que le tueur a visée […] Je veux dire ici solennellement que si des communautés ont été prises pour cibles à Montauban comme à Toulouse, ce sont des enfants, des soldats des Français qui ont été assassinés. Ces soldats étaient nos soldats, ces enfants sont nos enfants ». Pour finir la cérémonie, Nicolas Sarkozy s'est recueilli et a salué les cercueils des trois militaires couverts du drapeau tricolore. Cette cérémonie était retransmise en direct sur LCP, France 3 et sur les chaines d'information continue, BFM TV et I>télé. Elle a réuni plusieurs milliers de personnes dans la caserne du 17e RGP à Montauban.

### La cérémonie du1ernovembre 2012 à Toulouse
Le 1er novembre 2012, une cérémonie d'hommage aux victimes de la tuerie antisémite de mars 2012 est organisée à l'école Ozar Hatorah, renommée Ohr Torah, en présence du président de la République François Hollande et du Premier ministre israélien Benyamin Netanyahou qui y déclare : « Le meurtrier de Toulouse n’a pas seulement tué des Juifs mais aussi des soldats français, musulmans et chrétiens, sans aucune distinction. La haine barbare de ces assassins ne menace pas seulement les juifs mais la civilisation tout entière». Le président français assure que l'antisémitisme « sera pourfendu dans toutes ses manifestations, les actes mais aussi les mots. Il sera pourchassé partout y compris derrière toutes les causes qui lui servent de masque (...). Il sera poursuivi par tous les moyens partout où il se diffuse, en particulier sur les réseaux sociaux qui accordent l’anonymat à la haine. [...] Aucun enfant ne doit avoir peur en allant étudier, a souligné le président, aucun parent ne doit avoir peur en laissant ses enfants partir en classe. » Les discours prononcés, y compris ceux des parents des victimes, sont sur le site du CRIF,,,.

### Hommage du 19 mars 2017
En 2017, cinq ans après le drame, une cérémonie est organisée pour la première fois sur le site de l'école juive Ozar Hatorah, renommée Ohr Torah, en présence de Bruno Le Roux, ministre de l’Intérieur. Veillant à ne pas prononcer le nom du djihadiste, il déclare : « Aujourd’hui, cinq ans après, la douleur et l’effroi demeurent en nous. Ils n’ont pas disparu, ils ne se sont pas apaisés avec le temps. Cinq ans après la tragédie, il nous est impossible d’oublier. Comme vous, la République n’oublie pas. Elle se souvient de ses enfants emportés dans la nuit du terrorisme à Toulouse et Montauban (...) Quiconque se rend coupable d’actes antisémites ou racistes sera inlassablement recherché, arrêté et traduit en justice ».

### Toponymie et dix ans des attentats

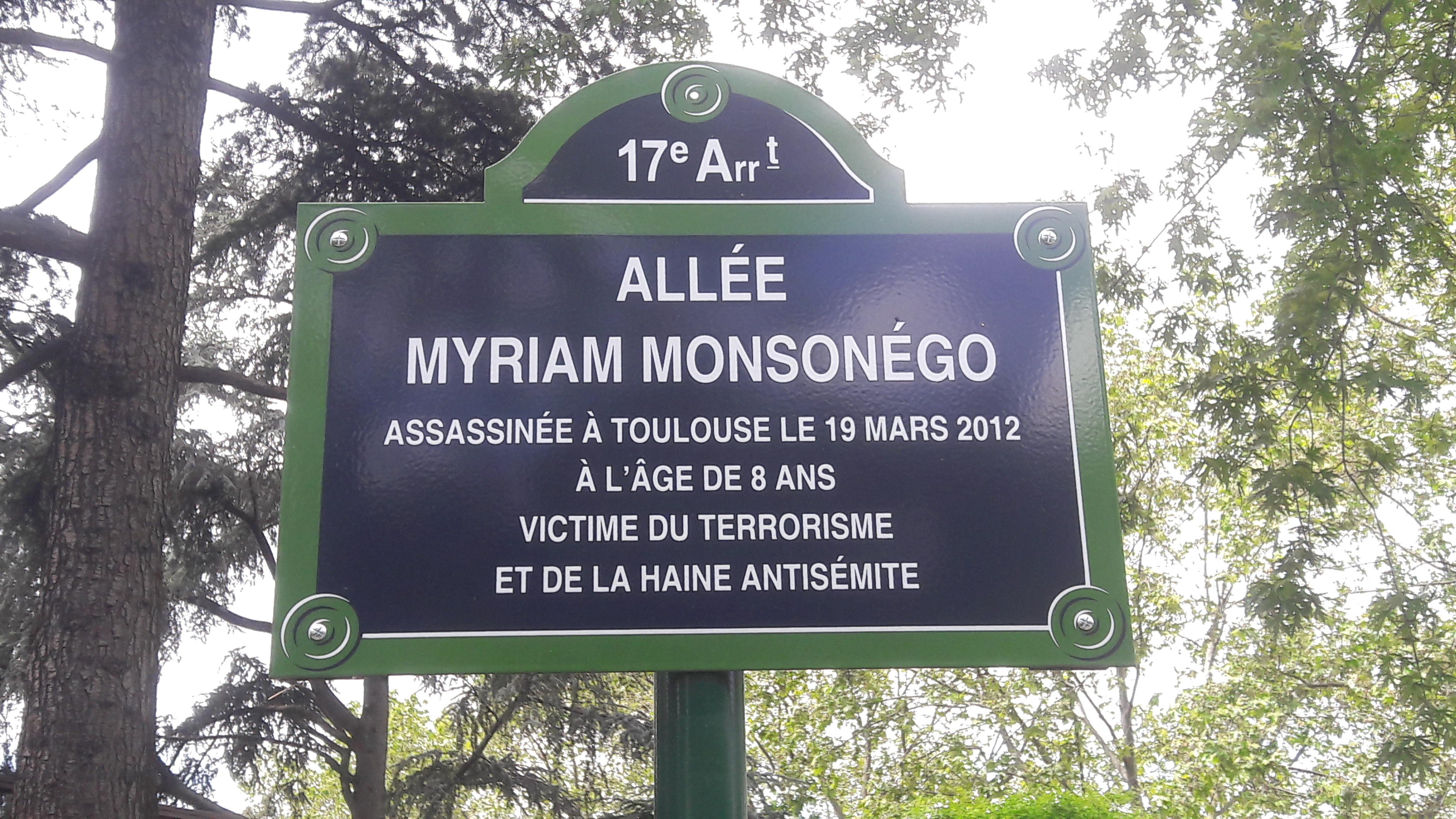
Plaque à Paris en hommage à l'écolière Myriam Monsonégo, 8 ans, assassinée le 19 mars 2012.

Dans le 17e arrondissement de Paris, deux allées aux noms d'une part d'Arie et Gabriel Sandler et d'autre part de Myriam Monsonego, sont inaugurées dans le square Sainte-Odile le 19 mai 2019, en présence de la maire de Paris Anne Hidalgo et de l'ancien président Nicolas Sarkozy.
À Toulouse, dans la cour de l'école Ohr Torah, un arbre de vie en métal rend hommage aux quatre victimes de l'attentat. Par ailleurs, la ville de Toulouse a baptisé « Monsonégo-Sandler » une allée du jardin Michelet, au cœur du quartier de Bonnefoy, et « Mohamed-Legouad », « Abel-Chennouf » et « Imad-Ibn-Ziaten » trois autres allées du jardin de l'ancienne caserne Niel. En mars 2022, pour les dix ans de l'attentat, une bâche indiquant « Mars 2012 Toulouse se souvient » est déployée sur la façade du Capitole et des panneaux informatifs sont installés square Charles-de-Gaulle, près de la mairie. Par ailleurs, une cérémonie est organisée le 20 mars à la Halle aux Grains en présence du président français Emmanuel Macron et de son homologue israélien Isaac Herzog.

### Vidéographie
Reportages télévisés
- Mohamed Merah, itinéraire d'un tueur, réalisé par Tony Comiti, émission Pièces à conviction, France 3, 2012
- L'Affaire Mérah, réalisé par Pierre-Antoine Capton, émission Les Grands Dossiers Karl Zéro, RMC Découverte, 2015

Documentaire
- Latifa, le cœur au combat (sur le combat de Latifa Ibn Ziaten, mère de la première victime), réalisé par Olivier Peyon et Cyril Brody, produit par Haut et Court, 2017